# Pezizales

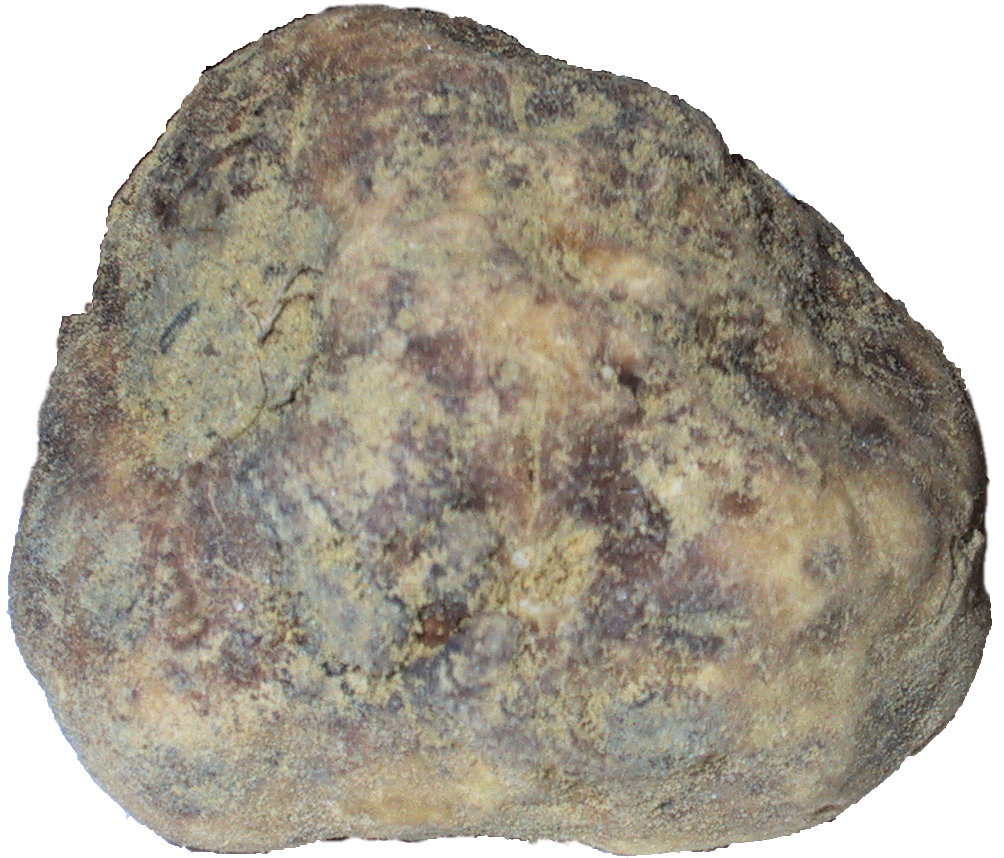
Tuber magnatum

Pezizales es un orden del subfilo Pezizomycotina, dentro del filo Ascomycota. Incluye un número de especies de importancia económica, como Morchella, las trufas blancas y negras (Tuber) y las trufas del desierto (Terfeziaceae). Son también de gran importancia ecológica porque forman micorrizas con una variedad de árboles.
Son saprofíticas, micorrizales o parasíticas de plantas. Algunas crecen en el suelo; otras, en madera, hojas o materia fecal. Las que habitan en el suelo a menudo producen esporófitos en lugares de pH alto y baja concentración de materia orgánica, incluyendo suelos altrados. La mayoría de las especies se distribuye por climas templados o lugares elevados. Varias especies de Sarcoscyphaceae y Sarcosomataceae son comunes en regiones tropicales.